# 엔오일-아실기 운반 단백질 환원효소
엔오일-아실기 운반 단백질 환원효소(영어: enoyl-acyl carrier protein reductase) (EC 1.3.1.9)는 II형 지방산 합성 체계의 주요 효소이다. 엔오일-아실기 운반 단백질 환원효소는 물질대사에서의 필수적인 역할 및 많은 세균종들에 걸쳐서 서열이 보존되어 있기 때문에 좁은 스펙트럼의 항균 물질 발견에 있어서 매력적인 표적이다. 또한 세균의 엔오일-아실기 운반 단백질 환원효소의 서열 및 구조적 조성은 포유동물의 지방산 생합성 효소의 것과 상이하다.
|  |

낮은 농도에서 트라이클로산과 트라이클로카반은 엔오일-아실기 운반 단백질 환원효소에 결합하여 정균 효과를 제공한다. 아트로메틴과 류코멜론은 항균성 활성을 가지며, 세균인 폐렴구균(Streptococcus pneumoniae)의 효소를 저해한다.

## 같이 보기
- 엔오일-(아실기-운반-단백질) 환원효소 (NADPH, A-특이적)
- 엔오일-(아실기-운반-단백질) 환원효소 (NADPH, B-특이적)
- 시스-2-엔오일-CoA 환원효소 (NADPH)